# Václav Štekl
Václav Štekl (* 23. September 1929 in Pilsen; † 5. Februar 1994 in Prag) war ein tschechischer Schauspieler.

## Leben
Štekl wurde als Schauspieler oft engagiert, jedoch meist in Nebenrollen. Er tritt in allen Serien von Ota Hofman und Jindřich Polák auf. In Deutschland wurde er unter anderem bekannt durch seine Rolle als Onkel Pompo in der Fernsehreihe Die Rückkehr der Märchenbraut.

## Filmografie (Auswahl)
- 1963: Clown Ferdinand und die Rakete (Klaun Ferdinand a raketa)
- 1964: Limonaden-Joe (Limonádový Joe aneb Koňská opera)
- 1966: Die Dame auf den Schienen (Dáma na kolejích)
- 1966: Pan Tau – Das erste Abenteuer (Pan Tau)
- 1966: Robin Hood, der edle Räuber
- 1967: Altprager Melodien (Ta nase písnicka ceská)
- 1969: Der Leichenverbrenner (Spalovac mrtvol)
- 1970: Ich habe Einstein umgebracht (Zabil jsem Einsteina, panove)
- 1970–1975: Pan Tau (Fernsehserie, 4 Folgen)
- 1971 Am Anfang des Weges (Svet otevrený náhodám)
- 1971: Die Hochzeiten des Herrn Peter Vok (Svatby pana Voka)
- 1971: Frauen im Abseits (Zeny v ofsajdu)
- 1971: Mein Herr, Sie sind eine Witwe (Pane, vy jste vdova!)
- 1971: Eine standesgemäße Ehe (Petrolejové lampy)
- 1972: Sechs Bären und ein Clown (Šest medvědů s Cibulkou)
- 1973 Rallye gegen die Vernunft (Známost sestry Aleny)
- 1974: 1 + 3 = 4 (Tri nevinni)
- 1974: Eine Nacht auf Karlstein (Noc na Karlstejne)
- 1975: Zwei Mann zur Stelle (Dva muzi hlásí príchod)
- 1976: Ein Mädchen zum Erschlagen (Holka na zabití)
- 1976: Morgen legen wir los, Liebling (Zítra to roztocíme, drahousku...)
- 1977: Wie wäre es mit Spinat? (Coz takhle dát si spenát)
- 1978: Adele hat noch nicht genachtmahlt (Adéla jeste nevecerela)
- 1979: Theodor, der Misanthrop (Já uz budu hodný, dedecku!)
- 1980: Liebe zwischen Regentropfen (Lásky mezi kapkami deste)
- 1980: Spröde Beziehungen (Krehké vztahy)
- 1980 Wenn wir erstmal reich sind... (Co je doma, to se pocítá, pánové...)
- 1981: Besuch aus der Galaxis (Gosti iz galaksije)
- 1983: Die Besucher (Návstevníci) (Fernsehserie, 3 Folgen)
- 1985: Der falsche Prinz (Falosny princ)
- 1985: Training mit kleiner Nachtmusik (Vsichni musí být v pyzamu)
- 1988: Brennendes Geheimnis (Burning Secret)
- 1989: Der Zug der Kindheit und der Hoffnung (Vlak detství a nadeje) (Fernsehserie)
- 1991: Der letzte Schmetterling (Poslední motýl)
- 1993: Die Rückkehr der Märchenbraut (Arabela se vrací) (Fernsehserie, 4 Folgen)